# Wacław Długosz (koszykarz)

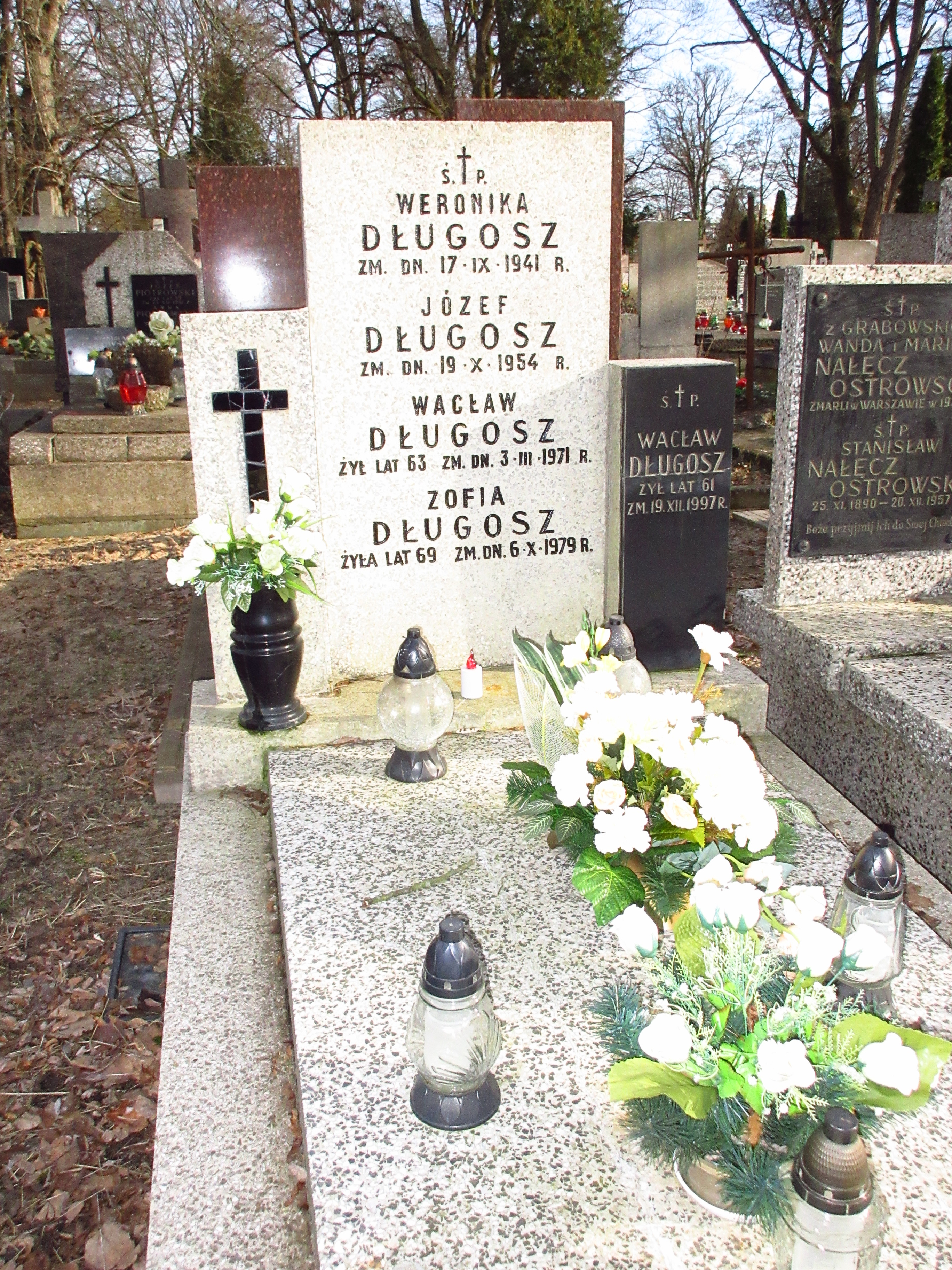
Grób Wacława Długosza na Cmentarzu Bródnowskim.

Wacław Wiktor Długosz (ur. 29 marca 1936, zm. 19 grudnia 1997) – polski koszykarz, multimedalista mistrzostw Polski.
Zmarł 19 grudnia 1997 roku. Został pochowany 30 grudnia 1997 roku na cmentarzu Bródnowskim (kwatera 27B-6-14).

## Osiągnięcia

### Klubowe
- Mistrz Polski (1960[3], 1961[4], 1963)
- Wicemistrz Polski (1958)
- Brązowy medalista mistrzostw Polski (1962)
- Finalista pucharu Polski (1959)
- Uczestnik rozgrywek Pucharu Europy Mistrzów Krajowych (1957/58[5], 1960–1962, 1963/1964 – TOP 8)